# Livre d'Esther
Pour les articles homonymes, voir Esther.
Le livre ou rouleau d’Esther (hébreu : אסתר מגילת Meguilat Esther) est le vingt-et-unième livre de la Bible hébraïque. Il fait partie des Ketouvim selon la tradition juive et des Livres historiques de l’Ancien Testament selon la tradition chrétienne.
Il rapporte une série d'événements se déroulant sur plusieurs années : une femme juive Esther, devient la favorite du souverain, Assuérus. Or, sous son règne, le grand vizir — Haman — intrigue et obtient de pouvoir exterminer toute la population juive. Devant pareille menace, Mardochée fait appel à sa cousine germaine Esther afin qu'elle obtienne du roi l'annulation du décret qui les condamne. Le roi — informé par Esther — prend toutes les mesures nécessaires pour protéger la population juive, et condamne le vizir, ainsi que tous ses fils, à être pendus au poteau destiné initialement à Mardochée. Enfin, les Juifs instaurent une fête annuelle, appelée Pourim, afin de commémorer ce miracle.

## Auteur et datation
Le livre d'Esther reste anonyme. La tradition en attribue la rédaction à Mardochée lui-même, puisqu'il était le mieux placé pour connaître les faits rapportés dans le récit : les préoccupations personnelles d’Esther et les siennes, les agissements des membres de la famille de Haman, et tout ce qui se passait à Suse. De plus, quand il fut admis auprès du roi, Mardochée eut certainement accès aux documents officiels mentionnés dans le récit. Néanmoins des exégètes attribuent la rédaction du livre à  Esdras, ou à d'autres personnages encore.
La date historique de sa rédaction est discutée. Pour Jean-Daniel Macchi, ce livre est « une littérature de diaspora dans le judaïsme de
l’époque du deuxième Temple. ». Il est l’œuvre d'un Perse en tout cas antérieur à la date attestée de sa traduction en grec par Lysimaque, un Juif de Jérusalem, soit avant 78-77 ou 173. Dans la recherche, il est d'usage de dater le rouleau d'Esther à la fin de la période perse ou au début de la période grecque, entre les années 400 et 200 avant J.-C.,,,.

## Résumé
L'action se déroule après la destruction du premier Temple de Jérusalem et l’exil à Babylone. Un demi-siècle environ après la victoire de Nabuchodonosor, son empire tombe aux mains du roi Cyrus II de Perse. Bien qu’il ait autorisé le retour des Juifs en Judée (538 avant J.-C.), beaucoup continuent à vivre en diaspora dans l’empire perse. Le récit d’Esther se place vers cette époque, à la cour du roi de Perse.

### Ascension d'Esther

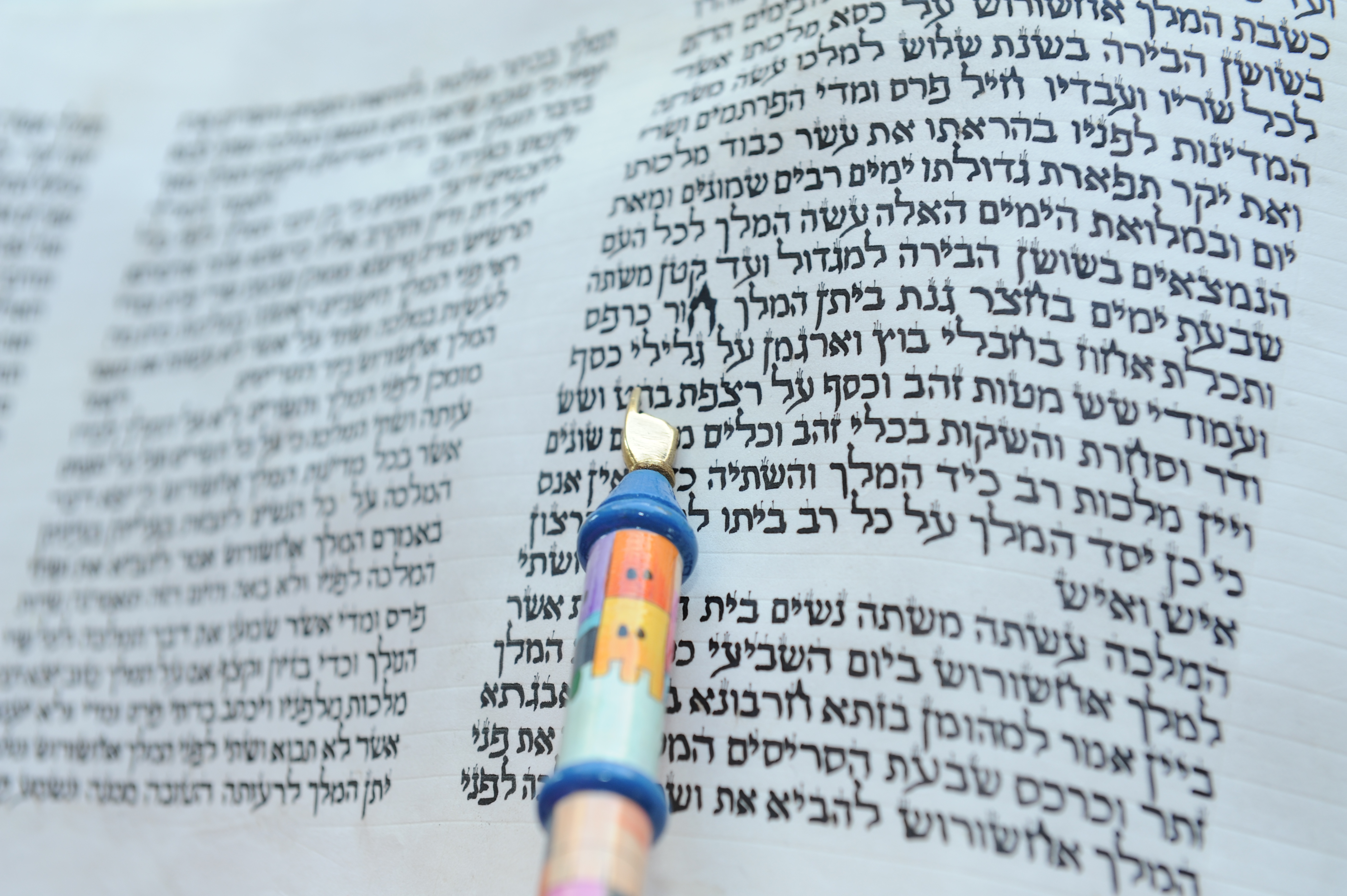
Premier chapitre d'un rouleau manuscrit du Livre d'Esther

Dans sa troisième année de règne, le roi Xerxès Ier organise en sa capitale, Suse, un banquet pour les grands personnages de l'empire et décide, pendant 180 jours, de montrer la richesse de son glorieux royaume, ainsi que la grandeur et la splendeur de sa puissance. De plus, il organise aussi un immense festin de sept jours pour le peuple. Le septième jour, il ordonne à ses sept eunuques d'aller quérir la reine Vashti afin que tous voient sa beauté. Devant le refus de celle-ci de se présenter devant le roi et ses convives, il demande l'avis de ses sept sages, grands officiers perses et mèdes. Ceux-ci jugent le comportement de la reine comme une atteinte faite à tous les maris du royaume. Ils conseillent au roi de faire publier dans tout le royaume une ordonnance signifiant le retrait de son titre royal. Vashti déchue, les serviteurs du palais proposent au roi de faire venir au palais les plus belles jeunes vierges du royaume afin que le roi choisisse la future reine.
Mardochée, un judéen de la tribu de Benjamin vivant en tant que fonctionnaire royal à Suse, voit Esther, une cousine orpheline qu'il avait adoptée se faire emmener au palais. Subjugué par son charme, l'eunuque gardien des femmes l'installe dans le meilleur endroit de la maison des femmes avec sept servantes à sa disposition. Pendant toute l'année où Esther devait prendre soin d'elle-même, Mardochée venait quotidiennement à la maison des femmes prendre des nouvelles de sa cousine. Celle-ci, ayant maintenu l'anonymat que lui avait recommandé son cousin, fut, la septième année de règne, présentée au roi qui, séduit, la choisit comme reine.
Alors que Mardochée était assis à la porte des appartements royaux, il surprit deux eunuques qui veillaient à la sécurité du roi, s'irriter et projeter d'attenter à la vie d'Assuérus (que les historiens modernes assimilent à Xerxès Ier). Il les fit dénoncer en son nom par Esther. Les deux gardiens du seuil furent pendus et l'affaire consignée dans les annales royales.

### Décret d'extermination des Juifs
Dans la douzième année de règne, Haman, fils de Hamdata et descendant d'Agag, le roi amalécite vaincu par Saül (ancêtre de Mardochée), est promu premier dignitaire du palais et le roi impose que tous s'inclinent devant lui. Mardochée, qui travaille toujours au palais refuse la prosternation et rétorque aux gardes qui lui en font reproche qu'il est juif. Ceux-ci le dénoncent alors à Haman qui, dès lors, « vit que Mardochée ne s'agenouillait pas et ne se prosternait pas devant lui ». Pris de colère, Haman projette d'exterminer tous les Juifs de l'empire. Vu l'étendue du royaume d'Assuérus (de l'Inde jusqu'à l'Éthiopie, en passant par la Judée), ce projet vise à l'anéantissement quasi total du peuple juif. Le tirage du sort (Pour) qui s'effectue au début de l'année calendaire désigne le jour favorable (le 13 du dernier mois). Haman obtient l'approbation du roi en présentant le peuple qu'il souhaite exterminer comme un peuple dissident pour lequel « les lois royales […] sont lettre morte » et en s'engageant à verser 10 000 talents au trésor royal. Le roi lui accorde en la matière les pleins pouvoirs et lui laisse son anneau (le sceau apposé sur les décrets). Le décret d'anéantissement des Juifs est diffusé dans toutes les provinces de l'empire afin que les exterminateurs « se tiennent prêts pour ce jour-là ».
Mardochée apprend la promulgation du décret. Il parcourt alors les rues, les vêtements déchirés, revêtu d'un sac et de cendres, tant et si bien qu'il finit par attirer sur lui l'attention de la reine Esther. Comme elle prétexte ne pas vouloir briser l'isolement du roi (sous peine de mort), Mardochée lui fait remarquer que le décret concerne tous les Juifs et qu'elle ne doit pas se croire à l'abri loin de son peuple, dans les palais du Roi. Esther, convaincue, lui dit en substance : « Va rassembler tous les Juifs de Suse. Jeûnez à mon intention. Ne mangez ni ne buvez de trois jours et de trois nuits. De mon côté, avec mes servantes, j'observerai le même jeûne. Ainsi préparée, j'entrerai chez le roi malgré la loi et, s'il faut périr, je périrai.»
Le troisième jour, Esther, qui reçoit la faveur du roi, l'invite à dîner avec Haman. Lors du festin, Esther dont la demande a été par avance acceptée par le roi (« jusqu'à la moitié de mon royaume ») renouvelle l'invitation pour le lendemain. Mais Haman, en rentrant joyeusement chez lui après les honneurs qui lui ont été rendus par la reine, s'emplit de colère en voyant Mardochée refuser de se prosterner devant lui. Il recueille avec joie l'idée de sa femme, Zeresh, de pendre Mardochée haut et court dans sa cour sur une potence de 50 coudées.
Cette nuit-là, le roi, incapable de trouver le sommeil, demande qu'on lui fasse la lecture des annales. L'épisode du complot des gardes lui est remémoré, ainsi que le fait que son sauveur, un nommé Mardochée, n'a pas été récompensé. Lorsque Haman se présente au palais le lendemain, avec l'intention de lui demander la tête de Mardochée, Assuerus lui demande comment récompenser un fidèle parmi les sujets fidèles, qui a toute l'amitié du roi. Haman, se croyant désigné, répond qu'il serait convenable d'organiser une procession dans la ville, vêtu des habits royaux, monté sur la monture royale et en proclamant que c'est là un homme que le roi veut honorer. C'est ainsi qu'il se retrouve à tirer Mardochée à travers la ville.

### Retournement
Au cours du second festin, Esther demande la parole au roi. Celui-ci s'engage par avance à exaucer son désir. Elle dénonce un complot visant à anéantir de nombreux sujets du roi, dont la reine elle-même, et demande « pour elle et son peuple la vie sauve ». Surpris, le roi lui demande qui donc « a manifesté cette intention criminelle ». Esther désigne Haman et dévoile alors son appartenance ethnique. Abasourdi, le roi sort faire un tour dans ses jardins et revient au moment où Haman, tentant d'obtenir la grâce royale, s’était jeté sur le divan où Esther était allongée. Indigné, Assuerus, fait pendre son premier vizir sur la potence initialement prévue pour Mardochée. La maison de Haman revient à Esther et Mardochée est admis auprès du roi. Celui-ci remet à Mardochée son anneau royal en même temps que les pleins pouvoirs en cette affaire : « Vous-mêmes, écrivez au sujet des Juifs, au nom du roi, comme vous le jugerez bon ». Un nouveau décret autorise « les Juifs à massacrer leurs ennemis » le jour prévu par Haman. Il est supposé compenser le fait qu'une « lettre écrite au nom du roi et scellée avec l'anneau royal ne [puisse] pas être révoquée ». Après que la plus large publicité eut été faite à ce décret, le jour venu, les Juifs « traitèrent comme bon leur semble ceux qui les haïssaient », « mettant la main sur ceux qui leur voulaient du mal », massacrant 75 000 sujets du roi (15 000 selon la version des Septante). « Les gouverneurs et les fonctionnaires du roi soutenaient les Juifs, car la crainte de Mardochée les avaient saisis », celui-ci « devenant de plus en plus puissant ». Pour la même raison, nombre de « gens du pays se firent Juifs ». Ayant ainsi obtenu « la tranquillité de la part de leurs ennemis », les Juifs, le lendemain, « se reposèrent et en firent un jour de festin et de réjouissance » dont la commémoration chaque année « sera sans fin dans  l'histoire du peuple Juif ». La fin du récit précise que l'histoire de Mardochée fut notée « dans le livre des Chroniques des rois des Mèdes et des Perses ».

### Additions à Esther
Plusieurs versions du texte sont parvenues jusqu'à nous. Le texte de la version grecque de la Septante, produit au IIe siècle avant notre ère, comprend six passages qui ne figurent pas dans le texte hébraïque massorétique. Ces passages, numérotées A à F, sont qualifiés d’« additions à Esther ». Ils consistent en : le « songe de Mardochée » et le « complot contre le roi » (addition A), l'« édit d'Artaxersès » (3.13, addition B), « Mardochée à Esther » (4.8), la « prière de Mardochée » et la « prière d'Esther » (4.17, addition C), la « rencontre d'Esther et du roi » (5.5, addition D), le « nouvel édit d'Artaxersès » (8.12, addition E), l'« explication du songe de Mardochée » (10.3) et la  « conclusion de la version grecque » (addition F). Les Juifs et les Protestants ne les considèrent pas comme canoniques. Ils sont absents des éditions juives de la Bible et figurent parfois à part dans les Bibles protestantes. Jérôme de Stridon a inclus ces additions dans sa version latine de la Bible, la Vulgate. Depuis le concile de Trente, les Catholiques considèrent que ces passages font autorité et sont dits « deutérocanoniques »,.
Plutôt qu'une traduction du texte hébraïque, il s'agit d'une nouvelle narration des événements ; elle comporte d'autres traditions (Assuérus est identifié à Artaxerxès, Haman n'est plus agaggite mais macédonien, etc.), un message « religieux » plus prononcé (la version grecque inclut une prière à Dieu, la description d'un rêve prophétique de Mardochée, etc.) et donne le détail des pièces de correspondance à peine mentionnées dans la Meguila. C'est sur la version grecque, plutôt que sur l'hébraïque, que se basent les versions coptes et éthiopiennes. Flavius Josèphe, historien juif romanisé du Ier siècle EC, préfère utiliser la version hébraïque dans sa narration des faits destinée au public romain, bien qu'il ne semble pas ignorer la version grecque, car il identifie lui aussi Assuérus à Artaxerxès. La version latine de Jérôme est une interpolation à partir de ces deux sources.

## Développements ultérieurs
Les interprétations du Livre d'Esther se poursuivent au Moyen Âge à travers deux targoumim, « traductions » araméennes qui, à l'instar de la version grecque du Livre d'Esther, réécrivent l'histoire plus qu'elles ne la racontent. Le premier Targoum date environ de l'an 700, tandis que le second lui est postérieur d'environ 900 ans[pas clair]. Il inclut de nombreux ajouts dont le rêve de Mardochée, extrait du Josippon, rédigé en Italie au Xe siècle. Ce rêve est également intégré au corpus ancien du midrash Esther Rabba et lui donne sa forme actuelle

## Commémorations juives
Le Livre d'Esther institue une commémoration mémorielle éternelle : "ces jours ne devaient pas être effacés du milieu des Juifs, ni leur souvenir disparaître de leur postérité". Les Juifs accomplissent ce devoir de mémoire en fêtant chaque année les Pourim, le 14 du mois d'Adar. La célébration consiste notamment en deux lectures publiques de l'intégralité du texte de la Meguilat Esther (le rouleau de parchemin) le soir et le lendemain matin de la fête.

## Texte et manuscrits
Le plus ancien manuscrit hébreu subsistant du livre d'Esther date du XIe siècle, c'est celui du Codex de Leningrad en 1008, le livre d'Esther du Codex d'Alep ayant été détruit en 1947 . En plus du texte massorétique, on dispose de deux versions en grec. La première, dit « Texte Bêta », est celle qui figure dans la Septante. Il s'agit d'une traduction libre d'un texte hébreu qui comporte à la fois des additions et des omissions par rapport au texte massorétique. Les additions A, C et D sont vraisemblablement la traduction d'un original écrit dans une langue sémitique, l'hébreu ou l'araméen.
Les additions B et E sont des compositions originales en grec. Le Texte Bêta  se termine par un colophon qui indique que le texte a été traduit par un certain Lysimaque de Jérusalem et amené en Égypte par un lévite du nom de Dosithée. La seconde version grecque est le « Texte Alpha », autrefois attribué à Lucien d'Antioche. Son récit est plus court que celui du texte massorétique. Sa relation avec le Texte Bêta et le texte massorétique est discutée. Par rapport au Texte Bêta, il contient aussi les additions qu'il lui emprunte probablement. Pour ce qui est des passages communs avec le texte massorétique, il peut s'agir soit d'une révision du Texte Bêta, soit d'une traduction basée sur un texte hébreu différent de celui qui a servi de base au texte Bêta.

## Historicité en débat
La valeur historique du récit est depuis longtemps objet de polémique. Depuis le XVIIIe siècle, des universitaires ont affirmé qu'aucun détail vérifiable mentionné dans le Livre d'Esther ne pouvait être corrélé avec ce que les sources classiques nous apprennent de l'histoire perse. Ils ont également souligné que nombre d'événements décrits étaient invraisemblables ou improbables et en ont tiré la conclusion que cet ouvrage est une fiction. Les auteurs traditionalistes, essentiellement des exégètes religieux, ont maintenu leur soutien à la valeur historique du récit.

### Lecture historique
L'exégèse traditionnelle (dont le midrash et les pères de l'Église) a toujours soutenu l'historicité du récit. Cette approche tente de trouver parmi les noms historiquement attestés des correspondants à ceux du récit. Assuerus a été ainsi fréquemment identifié à Xerxès Ier – qui régna de 486 à 465 (ou 475) – notamment sur la base d'une mise en équivalence des noms en vieux persan (Khshayarsha) et en hébreu (Ahashwérosh). Il a parfois été identifié à son fils Artaxerxès Ier (vieux persan Artakhshatra), nom cité dans la version (grecque) des Septantes. Toutefois, sur la base d'autres récits bibliques, il est révélé qu'Artaxerxès Ier se montra favorable aux Juifs avant la 12e année de son règne, ce qui ne cadre pas avec l'Assuerus du livre d'Esther, car apparemment il connaissait mal les Juifs et leur religion et n'était pas porté à les favoriser. C'est pourquoi la plupart des spécialistes pensent que l'Assuerus du livre d'Esther est bel et bien Xerxès Ier, fils de Darius Ier. D'ailleurs, certaines versions (la Bible en français courant, PC) substituent même dans leur texte Xerxès à Assuerus. Un auteur a pu avancer qu'il fallait plutôt voir en Assuérus Artaxerxès II Mnemon dont l'époque atteste une lutte entre partisans d'un quasi-monothéisme zoroastrien et ceux d'un retour au culte de Mithra.
Enfin, Assuérus a également été assimilé à Cyaxare qui régna de 625 à 585 et fut l'allié du roi de Babylone Nabuchodonosor II, sur la citation de son nom dans le Livre de Tobit (Achiachar, supposé dérivé du vieux persan Akhuwakhshatra), hypothèse impliquant que Mardochée ait été lui-même déporté à Babylone.
Vashti petite fille de Nabuchodonosor fut pour sa part assimilée à Amestris, la reine consort de Xerxès Ier, mais l'hypothèse se heurte à des contradictions concernant leurs règnes. Il en est de même de l'identification d'Esther avec Amestris. Quant à Mardochée, le nom dont il dérive, Marduk, semble avoir été largement utilisé sous diverses formes à l'époque de Xerxès Ier et de son père Darius, trouvées dans une trentaine de textes, faisant référence jusqu'à peut-être quatre individus tenant une fonction officielle. Toute assimilation est donc à la fois envisageable et gratuite.

### Lecture critique
Selon l'école critico-historique, aucune information vérifiable du récit ne trouve confirmation dans les données disponibles. Vashti et Esther ne sont les noms d'aucune reine connue, et l'épouse de Xerxès s'appelait Amestris. Il en est de même du puissant premier ministre (H)Aman, agaguite ici, macédonien dans le texte grec.
Les historiens ont relevé une petite dizaine de traits qu'ils affirment être en contradiction avec les connaissances acquises sur l'empire perse. Les documents sont muets quant à un quelconque massacre de sujets du roi — par les Juifs ou autres — et ne révèlent aucun décret royal autorisant de telles tueries. Tout au contraire, les souverains perses veillèrent à maintenir la paix entre les divers peuples qu'ils tenaient sous leur domination. On n'a pas d'exemple de décret statuant sur un conflit privé comme la désobéissance d'une épouse, pas plus que de choix de reine par un concours de beauté. On n'a pas non plus connaissance de règle ou de loi qui rendrait une décision royale irrévocable. Le narrateur semble ignorer que Suze n'était que la résidence hivernale de la cour royale, plaçant son récit implicitement dans la continuité de neuf années. Enfin, l'idée qu'un roi puisse épouser une parfaite inconnue heurte toutes les mœurs répertoriées (les mariages royaux sont des arrangements entre familles princières) et les connaissances historiques (selon Hérodote, le roi devait épouser une femme issue de l'une des sept plus grandes familles nobles de Perse).
À côté de cela, les observateurs ont pointé une quinzaine de traits qu'ils frappent d'invraisemblance, dont : l'anonymat de Mardochée, maintenu sur plusieurs années de fréquentation du palais, dont le palais des femmes ; les gardes qui complotent ouvertement contre le roi pour une simple irritation ; le désir de Haman de massacrer tout un peuple pour l'affront subi en place de punir le malotru ; l'obtention d'un décret royal pour exterminer les Juifs du royaume sur la base d'une simple calomnie et d'une somme d'argent ; l'ordonnance d'un pogrom un an à l'avance ; la promesse du roi d'accéder par avance à la demande d'Esther.
Les esprits critiques n'ont pas manqué de signaler par ailleurs une dizaine de faits perçus comme absurdes, tels que : le décret visant le rétablissement d'un ordre patriarcal épargné par la déchéance de Vashti ; le fait qu'Haman ait besoin d'une dénonciation pour se rendre compte que Mardochée refuse de s'agenouiller devant lui ; la justification puérile (pour que les massacreurs soient prêts) donnée pour rendre compte de la publicité faite au décret d'extermination ; la surprise du roi devant la demande d'Esther, comme s'il donnait régulièrement son aval aux exterminations ; la coexistence de deux décrets qui mettent en état de guerre civile les autorités locales et les Juifs ; le soutien des gouverneurs et fonctionnaires du roi apporté aux Juifs.
Les auteurs appartenant à l'école historico-critique considèrent donc ce récit qui possède toutes les apparences d'un conte, comme un roman historique dont la datation est sujette à débat, certains optant pour une rédaction à l'époque de la domination perse (jusqu'à 333 av. J.-C.), la plupart cependant la situant à l'époque hellénistique voire macchabéenne.

### Lecture allégorique
La fin du livre d'Esther reconnait elle-même que son texte est allégorique. En effet, il y est proposé au lecteur de se référer aux livres des chroniques des rois de Médie et de Perse pour connaître les données historiques des événements. L'allégorie est manifeste à chaque instant dans ce livre puisque Esther, dont le livre tire son nom, signifie 'caché'. Le prénom du personnage Esther est Adassa. Elle a sans doute changé son nom au moment de son élection afin de conserver son anonymat. Le nom de Dieu n'est pas présent dans le texte, mais de nombreux exégètes suggèrent une grille de lecture double : lorsque le roi est nommé ("Roi Assuérus") il s'agirait effectivement du roi, mais lorsque le texte dit "le Roi" tout court, il s'agit de Dieu.
De nombreuses autres grilles de lecture existent.
Certains auteurs chrétiens considèrent le Livre d'Esther comme une allégorie représentant la relation entre l'Église — l'épouse — et Dieu. Cette approche est similaire à celle de la plupart des commentateurs envers le Cantique des Cantiques. Il est par ailleurs évident que la valeur des nombres, à commencer par le chiffre 7, y est largement, sinon totalement, symbolique.

### Influence extra biblique
Des universitaires ont soutenu autour du début du XXe siècle que cette histoire résulterait de l'adaptation littéraire d'une liturgie babylonienne, ce par transposition, un procédé biblique récurrent selon certains hébraïsants. Esther et Mardochée (qui ne sont pas des noms hébreux) seraient ainsi la transposition des divinités Ishtar et Marduk, Vashti et Haman étant celle de divinités élamites — Suse était la capitale de l'Élam — Mashti et Humban. La disgrâce de Vashti représenterait une sécularisation du triomphe d'Isthar sur sa concurrente Mashti. Ce mythe babylonien est mis en relation avec les Pûrim babyloniennes qui fêtaient le retour du printemps (le nom est construit sur la racine babylonienne pûru = lot, sort). Un trait du Livre qui a toujours surpris les commentateurs et qui s'accommoderait bien d'une telle hypothèse est l'absence de considérations religieuses et même de la mention du dieu unique, les prières et discours pieux étant des rajouts grecs à l'original hébreu. On s'interrogea aussi sur la résistance opposée à l'institution de la fête des Pûrim par les Juifs d'Égypte.
La faiblesse essentielle de cette théorie est le caractère hypothétique des divinités élamites citées, ainsi que du mythe du triomphe babylonien. Enfin, le récit, dans sa structure la plus ramassée (triomphe de Mardochée sur Haman, annihilation des ennemis des Juifs), serait aussi bien la transposition du triomphe de Saül (ancêtre de Mardochée), roi d'Israël, sur Agag (ancêtre de Haman) et de l'extermination des Amalécites, épisodes du premier livre de Samuel.

## Représentations

### Dans la peinture

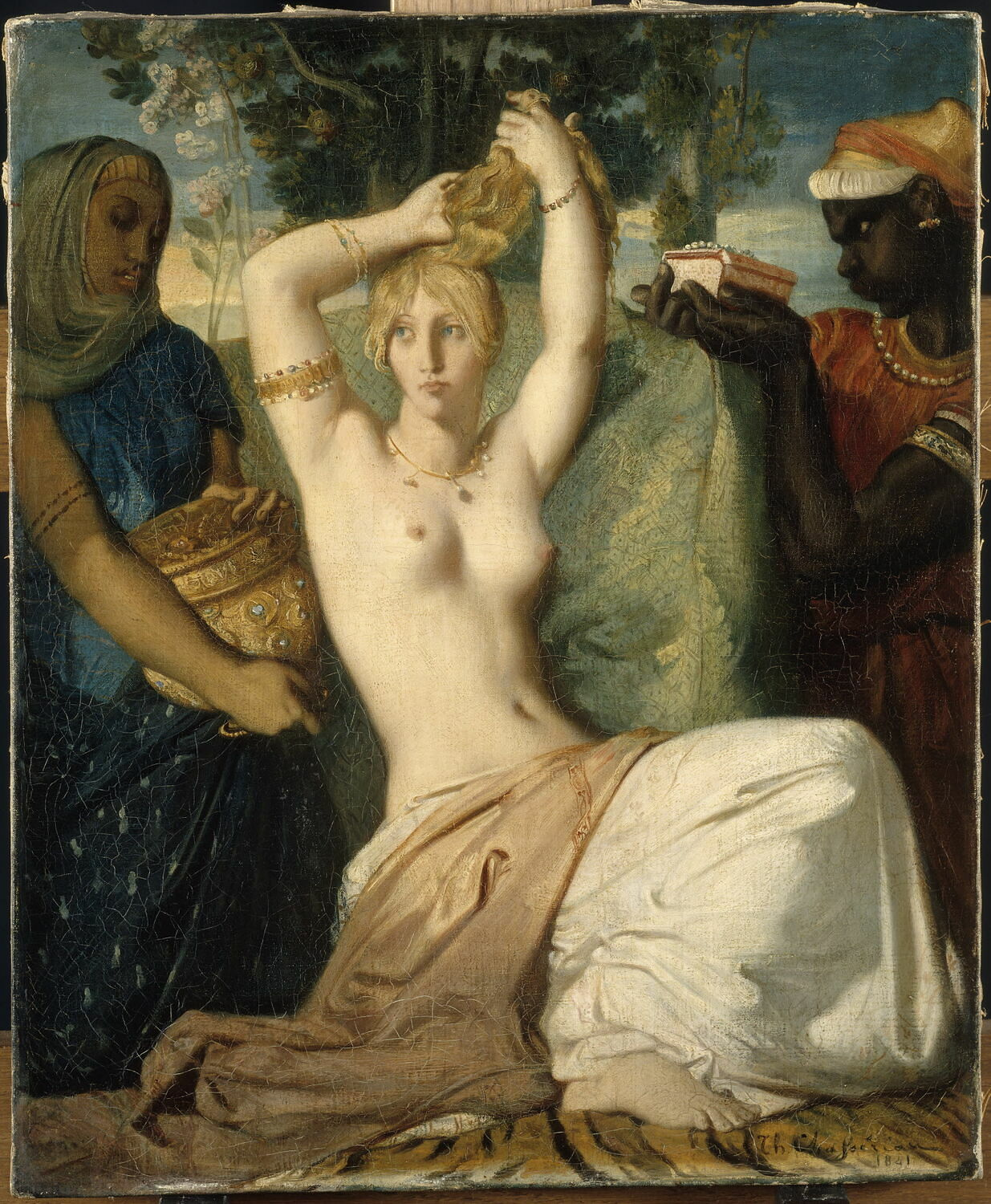
Esther se parant pour être présentée à Assuérus
Théodore Chassériau, 1841
Paris, musée du Louvre

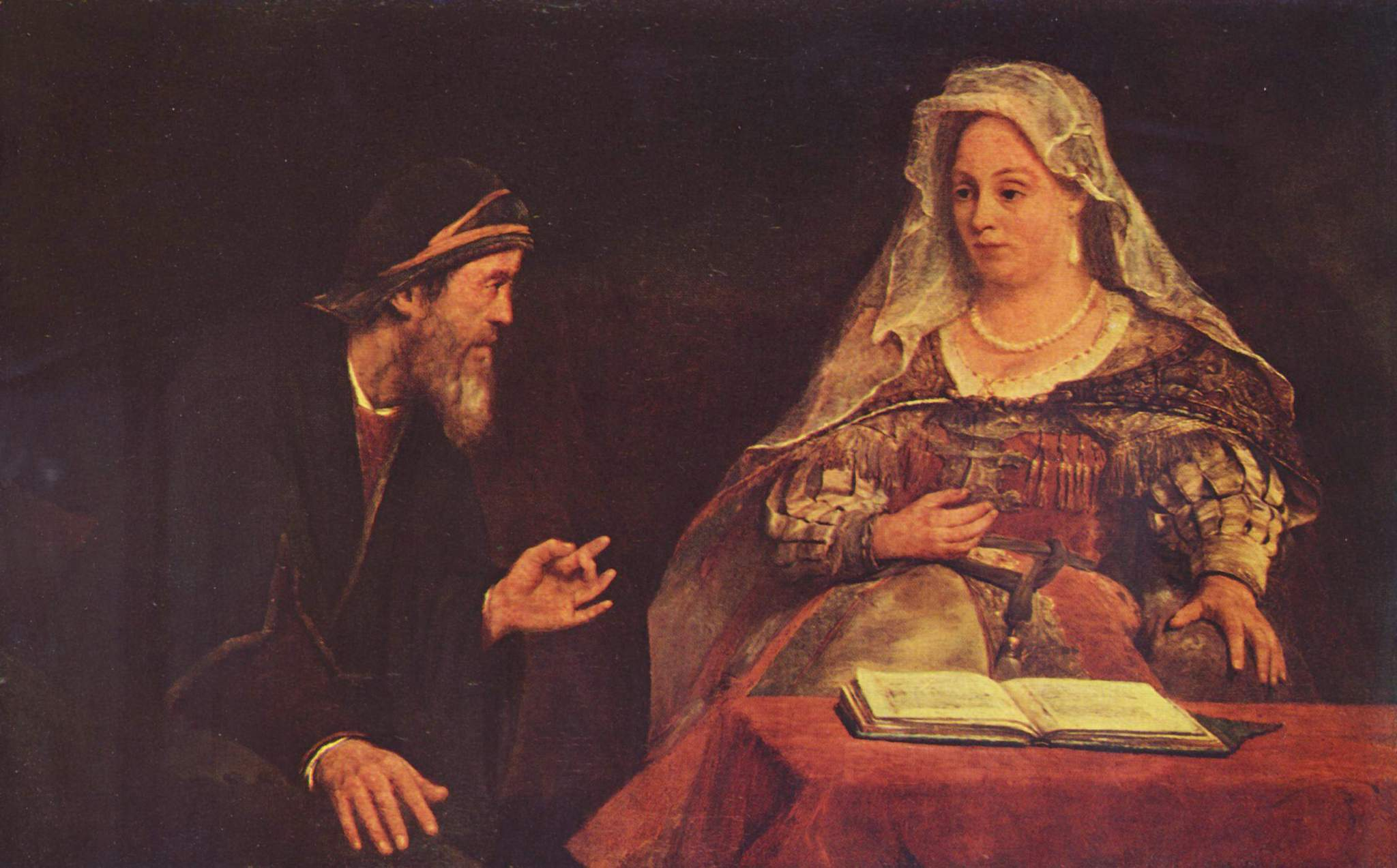
Esther et Mardochée, Aert de Gelder, 1685

- Jan Steen, Esther, Assuérus et Haman, huile sur toile, vers 1668[21].
- Esther se parant pour être présentée au Roi Assuérus dit La Toilette d'Esther, est une peinture à l'huile orientaliste du peintre romantique français Théodore Chassériau. Réalisée en 1841, elle est conservée au musée du Louvre[22].
- Le tableau Esther et Assuérus est une peinture à l'huile de la peintre baroque italienne Artemisia Gentileschi. Réalisée entre 1629 et 1633, elle est conservée au Metropolitan Museum of Art de New York.

### Adaptations cinématographiques
- 1913 : Esther, d'Henri Andréani.
- 1960 : Esther et le Roi, de Raoul Walsh et Mario Bava.
- 1986 : Esther, d'Amos Gitaï.
- 2006 : Esther, reine de Perse, de Michael O. Sajbel.

### Adaptation en bande dessinée
- J.T. Waldman, The Book of Esther, in The Graphic Canon I (2012), p. 97-112